# نومارس
```

```

سفن نومارس وتعني بالانكليزيه NOMARS وتمثل الأحرف الأولى لمفهوم “مركبات بحرية لا يتطلب تشغيلها طاقم “.

تتعاون البحرية الأميركية مع “وكالة مشاريع الأبحاث المتطورة الدفاعية” الأميركية داربا لتطوير سفن روبوتية ذاتية التحكم بشكل تام.في حالة نجاح هذاالمشروع ستتحقق قفزة هائلة في مجال جهود تطوير السفن السطحية ذاتية التحكم الحالية.

ومن الأهداف المرجح تحقيقها في هذا المشروع، أن تستطيع القطعة البحرية الحربية تنفيذ أي مهام شاقة أو عالية المخاطر أو بالغة المشقة بدون الحاجة لأي تدخل من عنصر بشري، الأمر الذي يزيد من عوامل الحفاظ على أمن وسلامة أفراد القوات البحرية والسفن ذات الطواقم البشرية.

## الخلفيه
تسعى البحرية الأميركية لتنفيذ خطط تنمية وتطوير أسطولها بميزانية دفاعية غير مكلفة ترتكز على السفن الحربية ذاتية التحكم (يو اس في). أيضا تتضمن جهود البحرية الأميركية وداربا خلال خمس سنوات القادمة، تشييد 10 سفن حربية كبيرة ذاتية التحكم (ال يو اس في) ذات أطوال 60 إلى 90 متراً وذات إزاحة تصل إلى 2000 طن والإزاحة هي مصطلح قياس حمولة السفن الحربية.

محملة بكمية كبيرة من الصواريخ ستكلف سفن (ال يو اس في) بمهام الاستطلاع والكشافة، حيث ستبحر أمام الأسطول للكشف مبكرًا عن أي تهديدات محتملة، أو لغم عائم. ويعد الاختيار النموذجي لسفن (ال يو اس في) هو النسخة ذاتية التحكم بالكامل، ولكن سيكون متاحًا أيضا اختيار إضافي يسمح بتشغيل مركبة بحرية مسلحة ذاتية التحكم مع إمكانية استضافة طاقم صغير على متنها.

ويعد مفهوم نومارس جهدًا منفصلًا ومتوازيًا لتطوير سفينة ذاتية التحكم ومستقلة بشكل كامل تمامًا. فبينما تعتمد تصميمات سفن (ال يو اس في)الحالية على إمكانية توفير مساحات وأماكن لطواقم بشرية، فإن سفن نومارس لا تشتمل على طواقم أو جنود بحرية من الألف إلى الياء.

أعلنت وكالة مشاريع البحوث الدفاعية المتقدمة داربا أن المشروع يقضي بتحويل متطلبات البحرية الأميركية سواء بالنسبة لحجم هيكل السفينة أو قدراتها أو مهامها وأي عوامل أخرى إلى مواصفات فنية للسفينة ذاتية التحكم المبتكرة.

خصصت داربا مبلغ 41 مليون دولار لتطوير برنامج وتصميم منصة نومارس، والتي يجب أن تكون قادرة على العمل لمدة تصل إلى عام في البحر قبل الحاجة إلى الصيانة. لا تخطط الوكالة في الوقت الحالي لبناء سفينة تشغيلية، بل بالأحرى بناء نموذج "X-ship" الذي يمكن استخدامه كدليل على مفهوم نومارس.
وأضافت داربا أن مساحة الحمولة الافتراضية تبلغ 23 قدمًا × 12 قدمًا × 9 قدمًا.

## المفهوم
تعد نومارس بأن تكون سلالة مختلفة تماماً من السفن، ومن المرجح أن تكون أصغر حجما بكثير، مقارنة مع سفينة مماثلة تعمل بطواقم بشرية، حيث يمكن للمصممين تجاهل كل ما يتعلق باحتياجات الطواقم البشرية على متن السفينة، بداية من جسر السفينة ومركز المعلومات القتالية وكبائن أو عنابر الإقامة وغرفة الترفيه والحمامات وحتى الممرات، مما سيؤدي إلى تقليص حجم السفينة بشكل كبير.

ويُظهر تصور فني لنموذج سفينة نومارس مدى الاختلاف الحاد بين سفينة ذاتية التحكم تمامًا والسفينة المأهولة مع ميزة اختيار التشغيل الذاتي.

يبحر نموذج سفن نومارس على مستويات منخفضة في الماء مع توافر ساري عالي لأغراض أجهزة الاستشعار والاتصالات. يمكن تسليح السفينة بما يشبه أربعة قاذفات صواريخ، ربما يكون هناك إمكانية لإعادة التقليم من مخزن ذخيرة داخل هيكل السفينة.

تم الاستغناء عن أي نوافذ أو قضبان أو ممرات أو مظاهر شكلية تتعلق بأي احتياجات لطواقم بشرية.

وعلى الرغم من أن داربا تقر بأن “إبعاد العنصر البشري تماماً عن السفن” ربما لا يكون ممكناً حالياً، ولكن سيبقى حتى مع ما هو ممكن.

## المهام
أن سفن نومارس ستمثل رصيدًا ضخمًا للبحرية الأميركية في المستقبل. يمكن للسفينة الروبوتية أن تؤدي المهام الروتينية، التي لا تخلو من عنصر الخطر والمغامرة، مثل الإبحار وبلوغ الخط الساحلي لبلدان مثل كوريا الشمالية، بغرض التنصت على موجات الرادار والراديو بل اتصالات الهاتف الخلوي.

وفي زمن الحرب، يمكن استخدام سفن نومارس كقاذفات صواريخ لتعزيز القوة النيرانية للأسطول الأميركي أو كعنصر مناورة لخداع أسطول العدو، مما يمثل تهديدًا من اتجاه مختلف.

إلكترونيا، يمكن أن تنتحل سفن نومارس صفة سفن حربية مثل الطرادات أو حتى حاملات الطائرات، وتستدرج الصواريخ المضادة للسفن التي يطلقها أسطول العدو بعيدًا عن السفن المأهولة بأطقم بشرية وجنود بحرية.

حتى وقت قريب، كانت سفن من نوعية نومارس أمرًا لا مفر منه، لبناء سفينة حربية ذاتية التحكم بتكاليف مادية قليلة ولا تتطلب طاقمًا بشريًا مكلفًا.

أما في زمن جائحة كورونا، فإن هناك سببًا آخر يحفز البحرية الأميركية على السعي بكل القوة والسرعة لاختيار مركبات بحرية حربية ذاتية التحكم تحتاج لأقل عدد ممكن من الجنود لتشغيلها، حيث إن إصابة البحارة بعدوى كوفيد-19 وتفشي العدوى على أكثر من عشرين سفينة حربية، من بينهم أكثر من ألف جندي مصاب بعدوى كورونا على متن حاملة الطائرات تيودور روزفلت. وبالتالي، فإن السفن ذاتية التحكم تعطي الإجابة النموذجية للعنصر الذي لا يمرض ولا يتأثر بالأوبئة.

في غضون 30 عامًا عندما تصبح السفن ذاتية هي القوام الرئيسي لأسطول البحرية الأميركية فإن جائحة كورونا ستكون أحد الأسباب وراء تلك المحصلة ولو بشكل جزئي.